# Bozoljin
Bozoljin (em cirílico: Бозољин) é uma vila da Sérvia localizada no município de Brus, pertencente ao distrito de Rasina. A sua população era de 87 habitantes segundo o censo de 2011.

## Demografia
| 1948 | 1953 | 1961 | 1971 | 1981 | 1991 | 2002 | 2011 |
| ---- | ---- | ---- | ---- | ---- | ---- | ---- | ---- |
| 274  | 323  | 376  | 369  | 264  | 172  | 129  | 87   |